# Snowidza Dolna
Snowidza Dolna – część wsi Snowidza w Polsce, położona w województwie dolnośląskim, w powiecie jaworskim, w gminie Mściwojów. Wchodzi w skład sołectwa Snowidza.
W latach 1975–1998 Snowidza Dolna administracyjnie należała do województwa legnickiego.